# Mo ging
Mo ging (xinès tradicional: 魔警), estrenada internacionalment com That Demon Within, és un thriller psicològic d’acció de Hong Kong del 2014 dirigida per Dante Lam i protagonitzat per Daniel Wu i Nick Cheung. Es va estrenar al 64è Festival Internacional de Cinema de Berlín el febrer de 2014 i també es va incloure a la 16a edició del Festival de Cinema de l'Extrem Orient a Udine. La pel·lícula es va estrenar el 18 d'abril de 2014.
La pel·lícula va ser presentada per Dante Lam al 16è Far East Film Festival 2014 a Udine, Itàlia amb Unbeatable (2013).

## Argument
El policia solitari Dave Wong (Daniel Wu) sense voler-ho salva la vida del líder de la banda criminal Hon Kong (Nick Cheung) donant-li la seva sang. Els membres de la banda amaguen la cara darrere de màscares de dimonis tradicionals quan cometen els seus crims violents. Durant els episodis psicòtics, Dave experimenta els seus propis dimonis a l'interior mentre es proposa jugar amb els membres de la banda els uns contra els altres, donant lloc a l'aniquilació de tots. Aleshores es revela que Dave va ser criat per un pare d'emoció expressada alta en un entorn de vida socioeconòmicament desfavorit. Va ser testimoni de la mort del seu pare provocada sense voler pel policia responsable que s'assemblava a Hon Kong. Com a ànima jove i innocent que havia perdut el seu pare, impulsivament es va venjar, donant lloc a una culpa excessiva que predisposava a l'aparició de psicosi més tard a la seva vida. L'esdeveniment pel qual va rescatar Hon Kong li va recordar els seus records suprimits de nen que havia fet mal però que s'esforçava al màxim per reparar-lo. Abans de la seva inevitable mort, hi va haver l'oportunitat de resoldre els seus conflictes intrapersonals subconscients que era tenir el coratge d'arreglar un error comès.

## Repartiment
- Daniel Wu com a Dave Wong
- Nick Cheung com a Hon Kong
- Christie Chen com a Liz Kwok
- Andy On com a Ben Chan
- Liu Kai-chi com a corredor
- Dominic Lam com a inspector Mok (pops.)
- Joseph Lee com a efígie
- Stephen Au com a MC
- Chi Kuan-chun com el pare de Dave
- Ken Wong com a Smart Ass
- Deep Ng com a Kwong
- Samuel Leung com el debutant
- Lam Tsing com a Chanter
- Philip Keung com a sergent d'estació
- Astrid Chan com a Stephanie
- Fung So-bor com l'àvia
- Wu Ying-man com a infermera privada